# Cormocephalus lineatus
Cormocephalus lineatus är en mångfotingart som beskrevs av Newport 1845. Cormocephalus lineatus ingår i släktet Cormocephalus och familjen Scolopendridae.

## Underarter
Arten delas in i följande underarter:
- C. l. biminensis
- C. l. lineatus